# Dapperbuurt
Le Dapperbuurt est un quartier de l'arrondissement Oost d'Amsterdam. Il est baptisé en l'honneur de l'humaniste Olfert Dapper, qui donne également son nom à la principale rue qui le traverse, la Dapperstraat. L'une des principales attractions du Dapperbuurt est le Dappermarkt, deuxième marché le plus animé d'Amsterdam après l'Albert Cuypmarkt à De Pijp.

## Histoire

### Construction

La Dapperstraat en 1911.

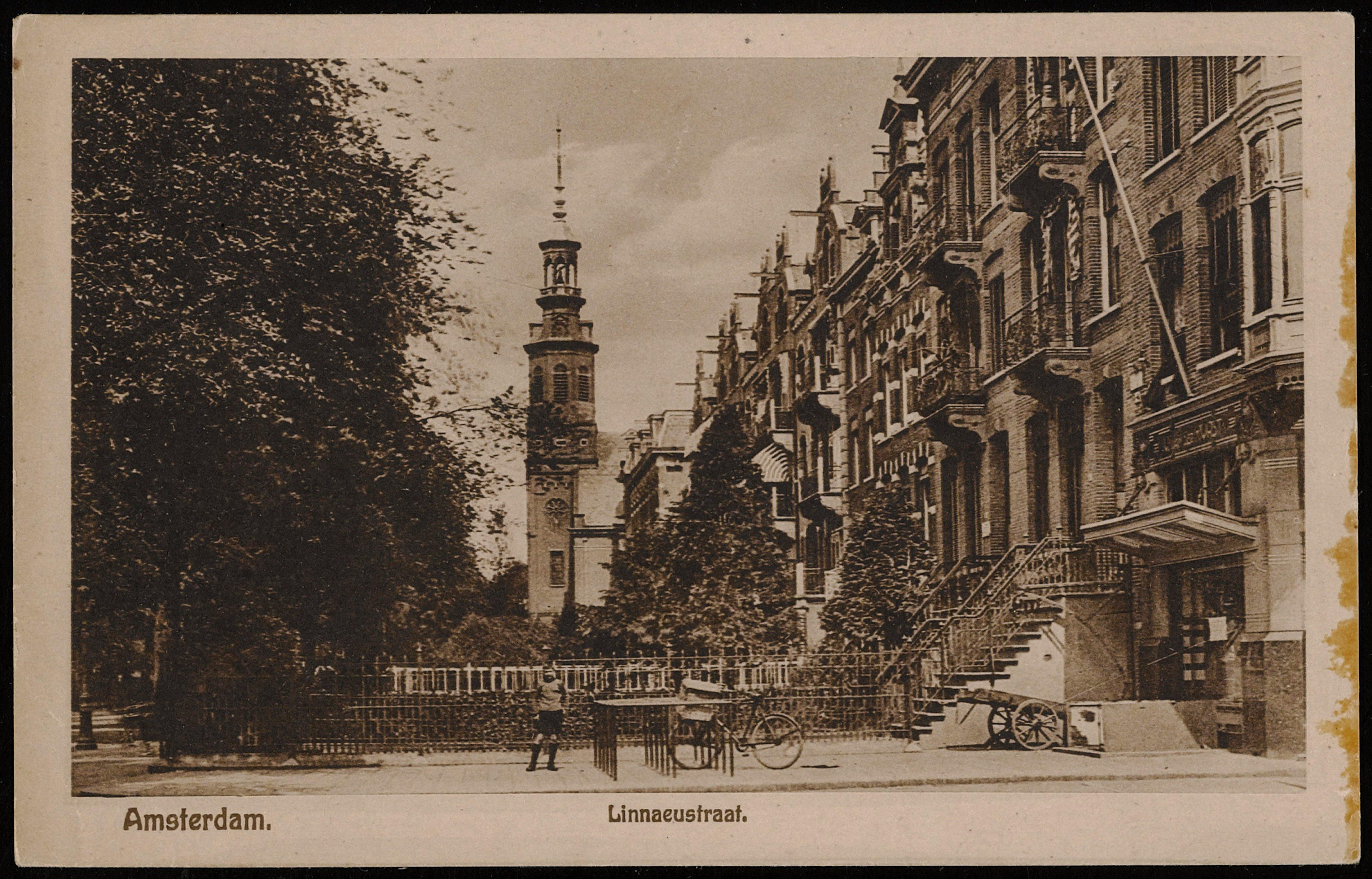
Vue de la Muiderkerk, bordant l'Oosterpark à l'est, en 1920.

Le quartier, qui trouve son origine dans le plan d'urbanisme Kalff de 1875, est aménagé à partir de la fin du XIXe siècle, bordé par le Mauritskade au nord, ainsi que l'Institut royal des Tropiques et l'Oosterpark à l'ouest. Dès 1876, de très nombreux immeubles d'habitation bon marché connus sous le nom de « revolutiebouw » et principalement destinés aux classes moyennes inférieures y sont construits. Leur qualité est dans l'ensemble faible. Dès 1899, deux bâtiments s'écroulent au coin de la Pieter Nieuwlandstraat et Dapperstraat.
En dépit du fait que certains bâtiments avaient une allure distinguée, le quartier abrite surtout des ouvriers, majoritairement protestants, par opposition à l'Oosterparkbuurt, voisin à l'ouest, peuplé essentiellement de catholiques. De nombreux travailleurs socialistes et Juifs y élisent également domicile, comme l'atteste la synagogue construite sur la Linnaeusstraat en 1928.

### Réhabilitation
La Seconde Guerre mondiale marque un déclin important du quartier. De nombreux Juifs sont déportés, laissant de nombreuses maisons à l'abandon. Au lendemain de la guerre, certaines rues sont en piteux état, jusqu'à ce que le quartier fasse l'objet d'un plan de réhabilitation dans les années 1970.

## Transports
Le quartier est bien pourvu en transports en commun, avec notamment la gare d'Amsterdam-Muiderpoort, desservie par les Nederlandse Spoorwegen (NS) et les lignes 1 et 3 du tramway d'Amsterdam, en plus de la ligne 19 passant sur la Linnaeusstraat.